# Sarasota Springs
Sarasota Springs és una concentració de població designada pel cens dels Estats Units a l'estat de Florida. Segons el cens del 2000 tenia 15.875 habitants.

## Demografia
Segons el cens del 2000, Sarasota Springs tenia 15.875 habitants, 6.611 habitatges, i 4.469 famílies. La densitat de població era de 1.693,2 habitants/km².
Dels 6.611 habitatges en un 28,4% hi vivien nens de menys de 18 anys, en un 53,2% hi vivien parelles casades, en un 11,1% dones solteres, i en un 32,4% no eren unitats familiars. En el 25,5% dels habitatges hi vivien persones soles el 12,7% de les quals corresponia a persones de 65 anys o més que vivien soles. El nombre mitjà de persones vivint en cada habitatge era de 2,4 i el nombre mitjà de persones que vivien en cada família era de 2,87.
Per edats la població es repartia de la següent manera: un 22,5% tenia menys de 18 anys, un 5,7% entre 18 i 24, un 28,5% entre 25 i 44, un 24,9% de 45 a 60 i un 18,4% 65 anys o més.
L'edat mediana era de 41 anys. Per cada 100 dones de 18 o més anys hi havia 87,2 homes.
La renda mediana per habitatge era de 41.981 $ i la renda mediana per família de 50.131 $. Els homes tenien una renda mediana de 31.418 $ mentre que les dones 25.227 $. La renda per capita de la població era de 22.427 $. Entorn del 5,2% de les famílies i el 6,9% de la població estaven per davall del llindar de pobresa.

## Poblacions més properes
El següent diagrama mostra les poblacions més properes.